# Rigzin Choedon Genkhang
Rigzin Choedon Genkhang  est une femme politique tibétaine.
Depuis le 16 mai 2022, elle est la représentante du Bureau du Tibet à Paris et Bruxelles succédant à Tashi Phuntsok.
Elle a été responsable du plaidoyer de l'Union européenne au Bureau du Tibet de Bruxelles où elle a travaillé 12 ans avant d'être nommée représentante du Bureau du Tibet.